# Saline Georgenhall

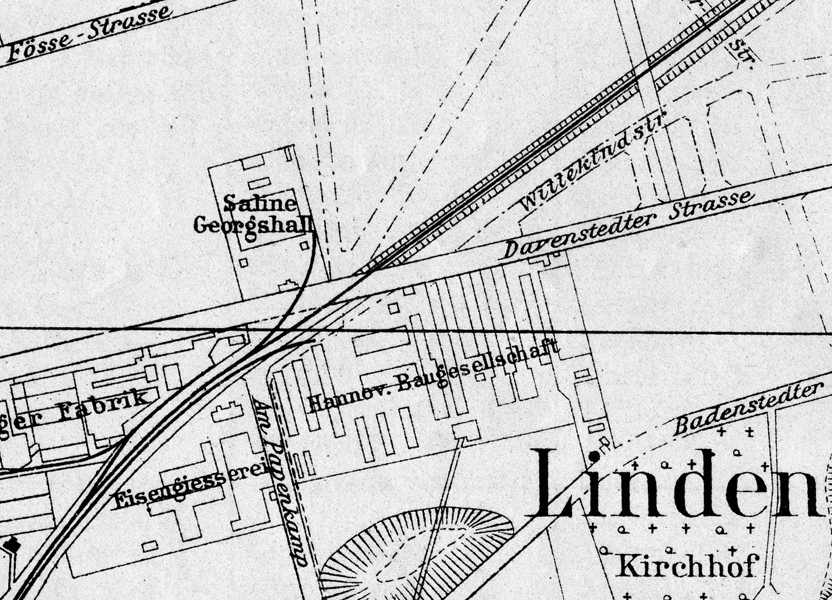
Die Saline Georgshall in Linden (Ausschnitt aus dem Stadtplan Hannover und Linden (1901), Klindworth’s Verlag)

Die Saline Georgshall oder auch Saline Georgenhall in Hannover, spätere Bezeichnung Saline Georgenhall Garben & Eichwede, war eine im 19. Jahrhundert gegründete Saline.

## Geschichte und Beschreibung
In den frühen Jahren des Deutschen Kaiserreichs gründete der Unternehmer Georg Garben, der bis Oktober 1881 Miteigentümer der Saline Luisenhall in Grone bei Göttingen gewesen war, im Jahr 1882 oder 1883 die Saline Georgenhall. Die Anschrift des erstmals im Folgejahr im Adressbuch der Stadt Hannover erwähnten Unternehmens lautete damals Davenstedter Straße 10 in Linden.
Bei der Förderung konnte Garben durch die im Calenberger Land in mehreren Salzstöcken in geringer Tiefe anzutreffenden Salzvorkommen auf einen nie versiegenden Nachschub hoffen. Den ausgedehnten Benther Salzstock nutzten auch schon die Salinen Egestorffshall und Neuhall. Um das Jahr 1900 sollten auf dem Salzstock noch die Kalisalzwerke Ronnenberg und Empelde und die Saline Benthe gegründet werden.
Gehoben wurde die natürliche Sole jedoch aus einem 200 Meter tiefen Bohrloch.
Sie enthielt 27 % Natriumchlorid mit wenig Nebensalzen. Die geförderte Sole war voll gesättigt und wurde zunächst in den weitläufigen Anlagen Georgenhalls gereinigt und dann zu Siedesalz verarbeitet. Dazu wurde die Sole auf fünf Pfannen mit einer Fläche von insgesamt 422 m² ohne Gradierung versotten. Zur Erhitzung wurde Steinkohle aus dem Deister verwendet. Auf die Art und Weise wurden fünf Körnungen erzeugt, das Sudsalz dann auf Holzhorden getrocknet und schließlich in Jutesäcken zu 50, 60, 5, 75 und 100 kg Inhalt verkauft. 1904 belief sich die Gesamtproduktion auf 6455 Tonnen.
Georg Garben hatte die Saline ab 1882 gemeinsam mit Eduard Weber aufgebaut. Nach der Trennung der Geschäftspartner und dem Einstieg des vorherigen Prokuristen Grote hieß die Firma ab Juli 1883 Saline Georgenhall Garben & Grote.
In das industriell ausgebaute Unternehmen nahm Garben 1907 seinen Schwager Christian Eichwede auf, einem Nachkommen des Mitinhabers der Kunstgießerei Bernstorff & Eichwede, die beispielsweise im Auftrag von König Georg V. das Ernst-August-Denkmal vor dem Hauptbahnhof Hannover oder das Sachsenross vor dem Welfenschloss gegossen hatte. In der Folge wurde das Unternehmen dann Saline Georgenhall Garben & Eichwede genannt.
In der Nachkriegszeit verließen Mitte der 1950er Jahre jährlich rund 440.000 Zentner Siedesalz als Speise-, Gewerbe- oder Viehsalz die Saline mit Lastkraftwagen über die Straße oder über die Schienen des Eisenbahnanschlusses. Neben Nord- und Westdeutschland wurden auch die skandinavischen Länder und Westafrika beliefert. Die dortige einheimische Bevölkerung stellte seinerzeit die höchsten Ansprüche an das Siedesalz, das in schneeweißen Säcken mit dem Aufdruck „German Salt“ angeliefert wurde. Die Säcke wurden nach der Anlieferung mit dem Zollstock auf ihre vorschriftsmäßige Größe vermessen, da die Einheimischen nicht nach Gewicht, sondern nach Maß kauften.
Bereits Mitte der 1950er Jahre stagnierte der Verkauf des Salzes, da die benötigte Menge im Pro-Kopf-Verbrauch der Bevölkerung konstant maximal 7–8 Kilogramm jährlich beträgt.

## Nachnutzung
Auf dem Grundstück der stillgelegten Saline wurde etwa 1980 ein Einkaufszentrum errichtet. Als Überbleibsel der Saline führte bis in die 1990er Jahre noch ein Anschlussgleis der Lindener Hafenbahn quer über die Davenstedter Straße bis vor die Gebäudewand.